# Karl Klingemann (Diplomat)

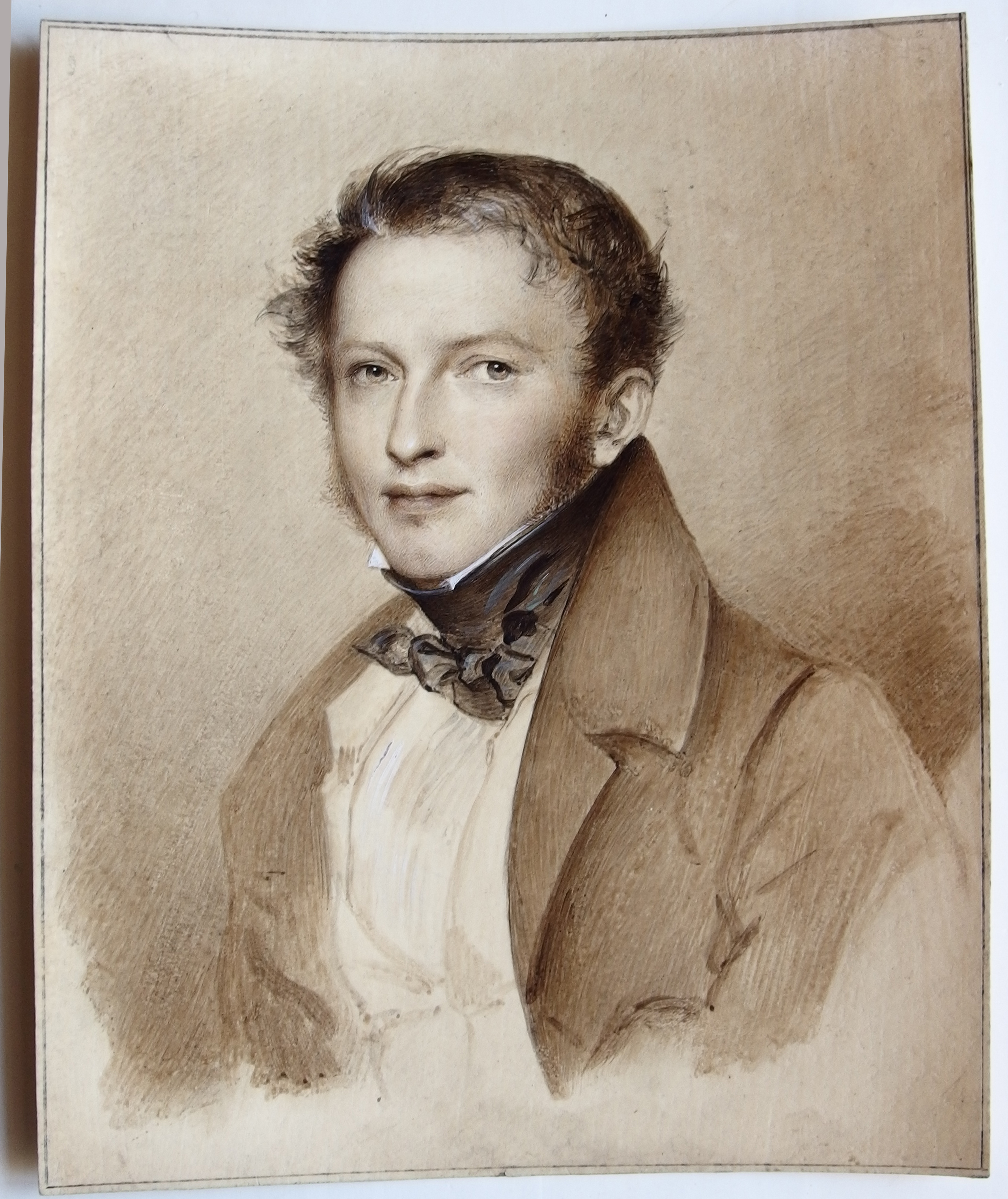
Karl Klingemann in einer Miniatur von August Grahl, entstanden zwischen 1825 und 1850.

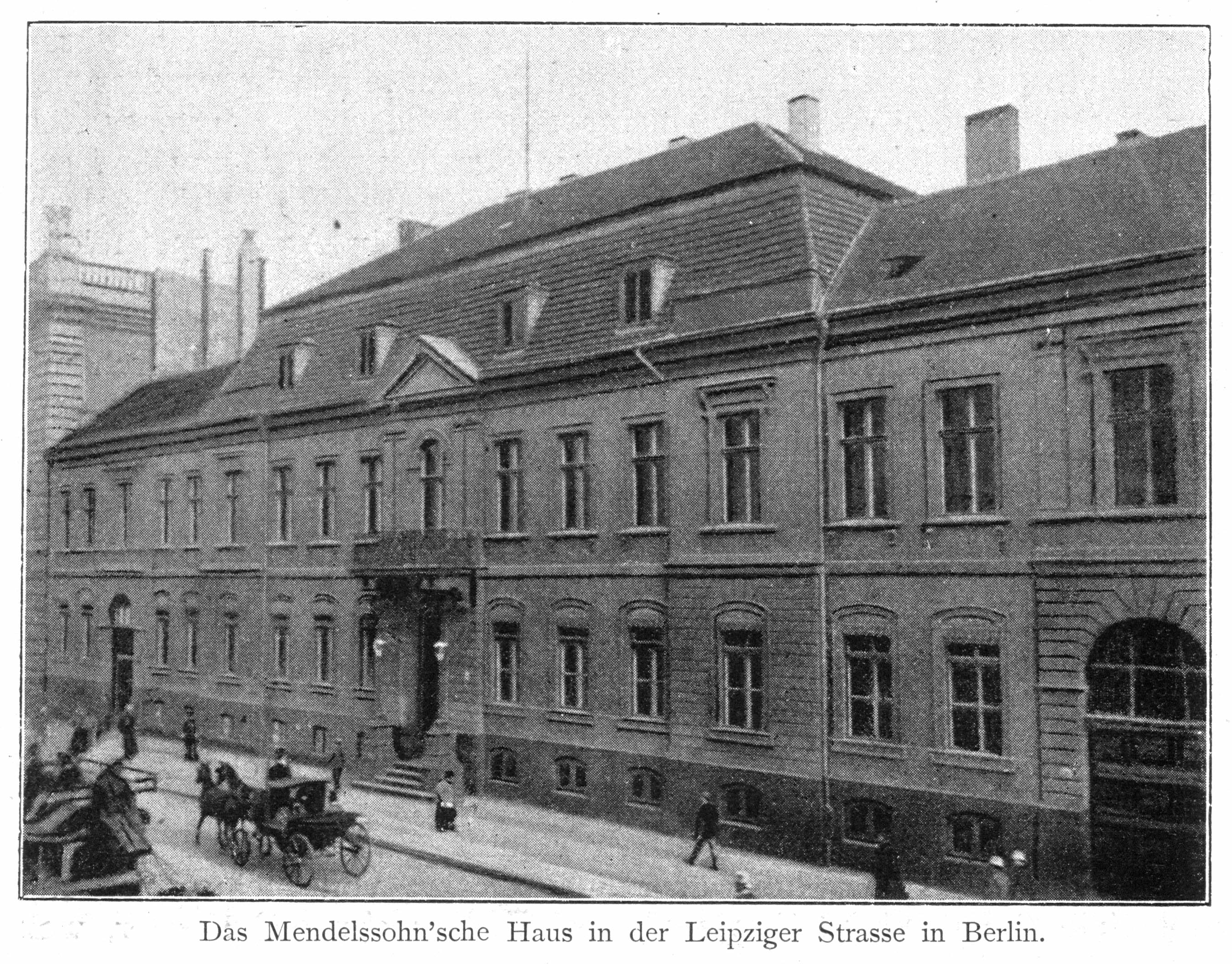
Palais Groeben, später Palais der Familie Mendelssohn Bartholdy in Berlin, Leipziger Straße 3. Die Hannoversche Gesandtschaft nutzte die Beletage.

Karl Klingemann, auch Carl Klingemann (* 2. Dezember 1798 in Limmer; † 25. September 1862 in London), war ein deutscher Beamter, Diplomat und Schriftsteller.

## Leben
Klingemann war zunächst Schreiber, dann Kanzlist an der Königlich Hannoverschen Gesandtschaft in Paris (1816), Berlin (ab 1818) und ab September 1827 in London Gesandtschaftssekretär, ab 1840 unter Legationsrat Adolf Graf von Kielmansegg.
Vermutlich seit 1825 war er mit der Familie Mendelssohn Bartholdy bekannt, in deren Haus in der Leipziger Straße 3, in der Bel Etage, die Hannoversche Gesandtschaft ihren Sitz hatte. Er wurde enger Freund von Felix Mendelssohn Bartholdy und wechselte viele Briefe mit ihm. Bei seinen Londoner Besuchen kehrte Mendelssohn Bartholdy stets bei Klingemann ein. Die lebenslange Freundschaft der beiden ist durch eine umfangreiche Korrespondenz dokumentiert, die mehr als 300 Briefe umfasst. Klingemann schrieb für seinen Freund neben mehreren Liedtexten auch das Libretto für die Singspiele Die Hochzeit des Camacho (1825, Op. 10) und Die Heimkehr aus der Fremde (Opus 89, 1829).
Am 10. August 1845 heiratete er in Detmold Sophie Rosen (1822–1901), Tochter von Friedrich Ernst Ballhorn-Rosen, Halbschwester von Friedrich August Rosen und Schwester von Georg Rosen; aus der Ehe gingen fünf Kinder hervor, von denen nur drei überlebten, darunter Karl, der spätere Generalsuperintendent der Rheinprovinz und der posthum geborene Felix, Chemiker.

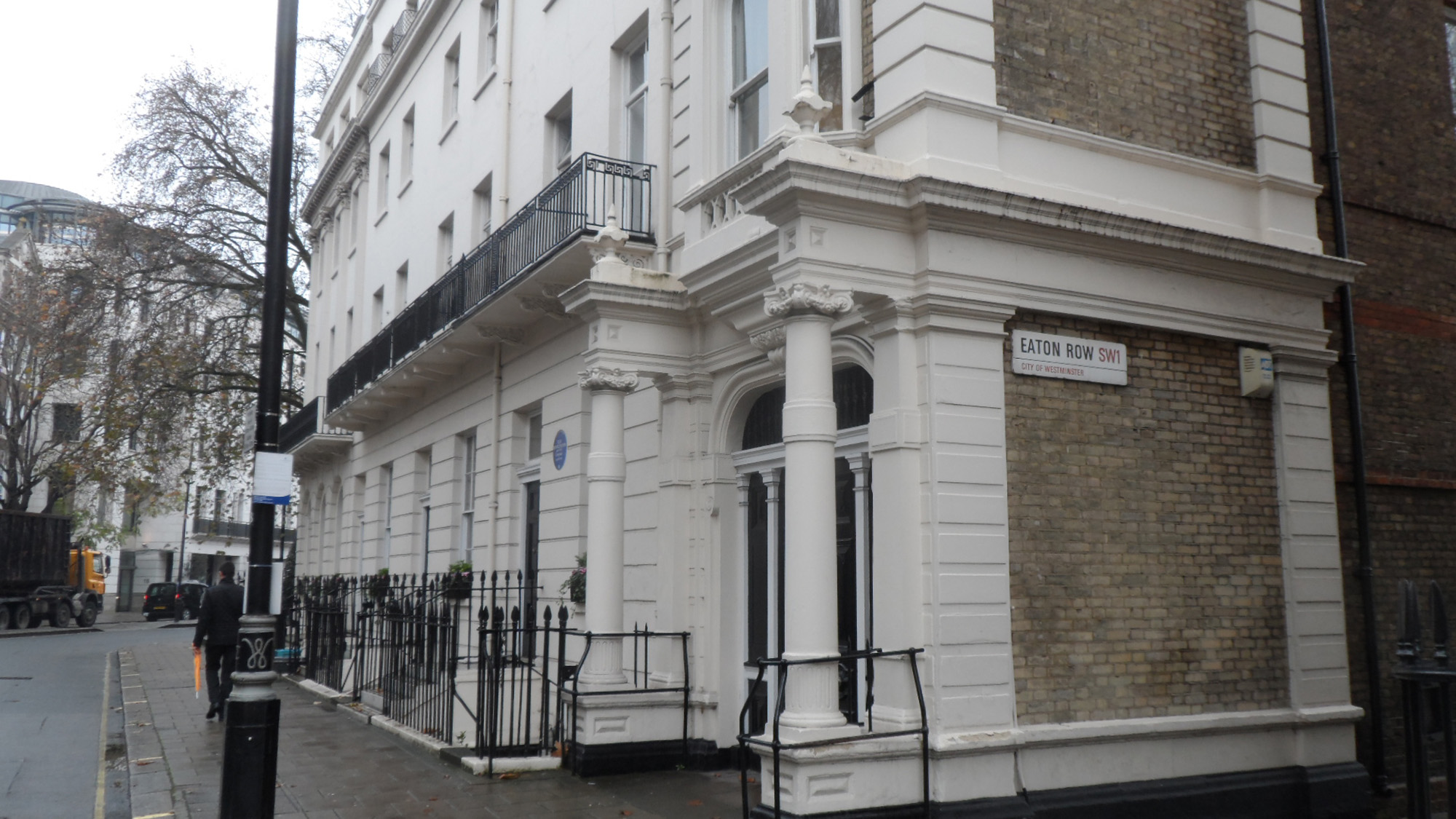
Ehemalige Hannoversche Gesandtschaft in London, 4 Hobart Place (2014)

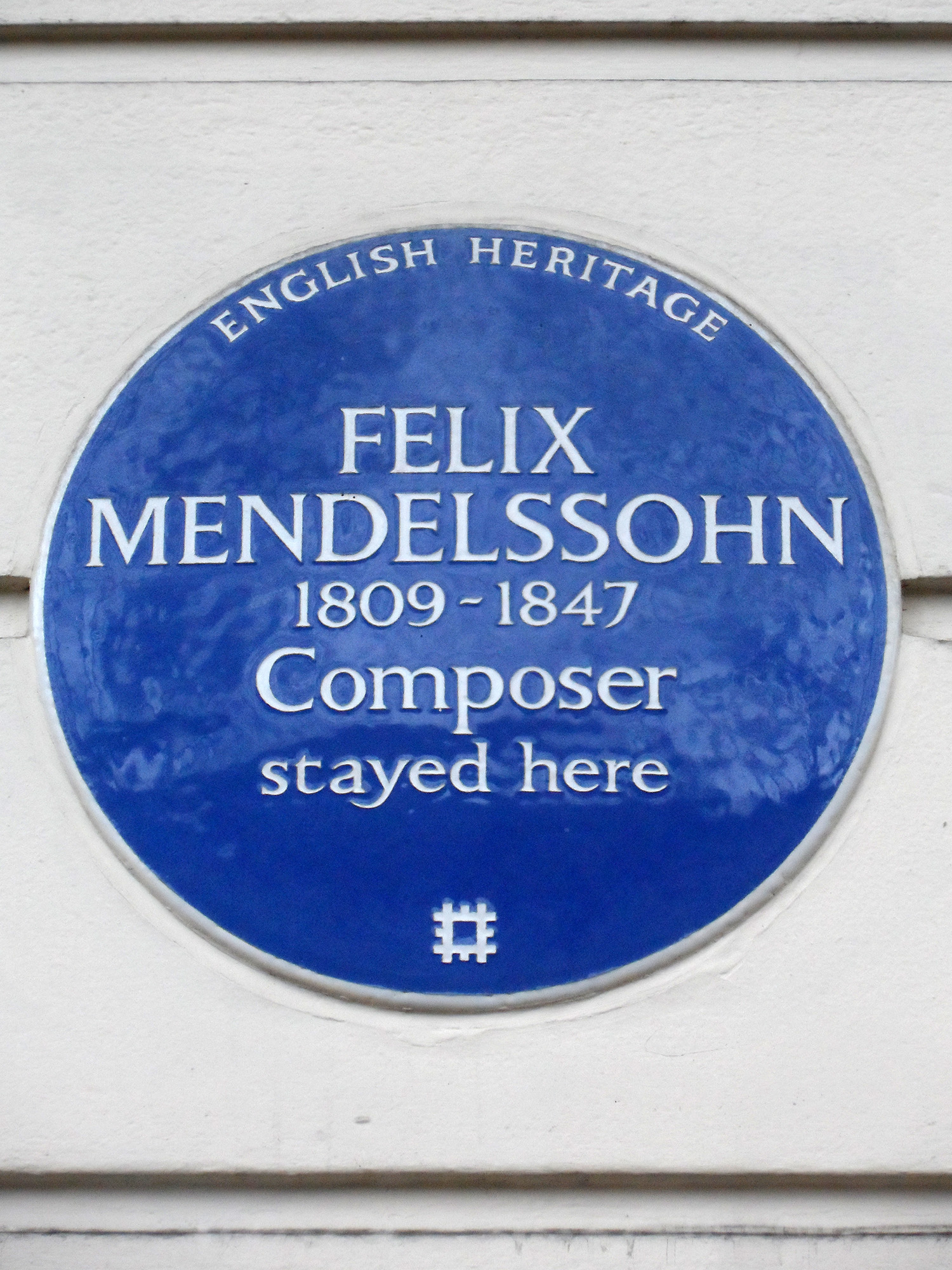
Blaue Gedenktafel für Mendelssohn Bartholdy am Hause der ehemaligen Gesandtschaft

Seine Londoner Wohnung im Haus der Hannoverschen Gesandtschaft, 4 Hobart Place im Stadtteil Belgravia war gesellschaftlicher Mittelpunkt; zum Freundeskreis gehörte u. a. Malwida von Meysenbug. Am Haus erinnert seit 2013 eine blaue Gedenktafel (Blue Plaque) an die Aufenthalte Mendelssohns.